# At the German Jazz Festival
At the German Jazz Festival från 1964 är ett livealbum med Eje Thelin Quintet. Det spelades in på den nionde Deutschen Jazz Festival i Frankfurt am Main. Albumet återutgavs 2002 på cd av Dragon.

## Låtlista
1. The Opener (Eje Thelin) – 7:56
2. It Ain't Necessarily So (George Gershwin/Ira Gershwin) – 8:17
3. Filmballad (Joel Vandroogenbroek) – 7:54
4. I'm Old Fashioned (Jerome Kern/Johnny Mercer) – 8:10
5. Gasoline, My Beloved (Lars Sjösten) – 7:34
6. Marquese de Villamagna (Eje Thelin) – 9:14
7. What is this Thing Called Love? (Cole Porter) – 5:59

## Medverkande
- Eje Thelin – trombon
- Ulf Andersson – tenorsax
- Joel Vandroogenbroeck – piano, flöjt
- Roman Dylag – bas
- Rune Carlsson – trummor